# Ancus Marcius
Ancus Marcius var dotterson till Numa Pompilius och Kungariket Roms fjärde kung, 640 f.Kr. – 616 f.Kr.
Traditionen framställer honom såsom en fridsam man, som särskilt ägnade sin omsorg åt religionsväsendet. Han befallde Pontifex Maximus att på en vit tavla uppteckna alla regler som Numa Pompilius infört.
Under sin regeringstid erövrade han dock flera latinska städer och förflyttade deras invånare till Rom. Han byggde också ut staden och uppförde den första bron över Tibern, Pons Sublicius, befäste Janiculum på andra sidan Tibern och anlade hamnen Ostia vid Tiberns utlopp i Medelhavet. I dess närhet anlades saltanläggningar genom laguner, där saltvattnet fick avdunsta och bilda koksalt (NaCl). Jupitertemplet blev också utbyggt.
För att upprätthålla ordning och säkerhet anlade han Mamertinska fängelset.
Asteroiden 14088 Ancus är uppkallad efter honom.